# Доця (роман)
«Доця» — дебютний роман української письменниці Тамари Горіха Зерня, виданий 2019 року видавництвом «Білка». Події в книжці відбуваються 2014 року під час російсько-української війни на сході України. Роман «Доця» відзначено премією Книга року BBC за 2019 рік. Книжку перекладено польською та англійською мовами. Планується екранізація роману. Готується друге видання, у якому має з'явитись окремий розділ документальних свідчень.

## З анотації
Події роману розгортаються навесні-влітку чотирнадцятого року у Донецьку. Донбас — це точка обнуління, місце сили, де прозвучали найважливіші запитання. І тільки там заховані потрібні відповіді. Там, де все починалося, там все і завершиться, коли історія пройде чергове коло і вічний змій Уроборос знову вкусить себе за хвіст. Саме тут героїня втратила родину, дім, роботу, ілюзії — і саме тут зібрала уламки життя заново, віднайшла новий сенс і нову опору. Крок за кроком читач спостерігає процес трансформації, переродження гречкосія у воїна. Ця книга назавжди змінила того, хто її написав, і змінить кожного, хто її прочитає. Бо війна — це коли ти їси землю. І що важливіше, коли годуєш землею.

## Театральні адаптації

### В Україні
13 жовтня 2022 року на сцені Миколаївського драматичного театру дебютувала моновистава «Проста українська скіфська баба» на основі роману «Доця» (акторка й авторка адаптації — Марина Васильєва; режисер — Артем Свистун).
21 жовтня 2023 року прем'єра за романом у постановці Ігоря Білиця – на сцені «Стрих» Національного академічного українського драматичного театру ім. Марії Заньковецької.

### За кордоном
11 червня 2022 року в Театральному інституті ім. Збігнева Рашевського відбулося перформативне читання п'єси «Córeczka. Work in progress». Авторками сценарію були Агнешка Ліпец-Врублевська і Агнешка Завадовська, режисерка — Агнешка Ліпец-Врублевська.
9 грудня 2022 року в Театрі Druga Strefa відбулася прем'єра перформансу в режисерії Агнешки Ліпец-Врублевської «Córeczka».

## Рецепція
У 2020 році роман «Доця» став матеріалом для дослідження мовної поведінки та мовної стійкості українців в умовах російсько-української війни. Кандидатка філологічних наук І. Є. Ренчка, старша викладачка кафедри української мови Національного Університету «Києво-Могилянська Академія», за романом Тамари Горіха Зерня схарактеризувала комунікативну поведінку та вияви мовної стійкості українців у Донецьку на початку війни та окупації. Пані Ренчка визначила причини перемикання мовного коду, з'ясувала ставлення до мови учасників подій, виокремила мовні засоби реалізації ідеологічного протиставлення «свій — чужий», проаналізувала поняття «мовна поведінка» і «мовна стійкість» та їх зв'язок з такими поняттями, як «мовна свідомість» та «мовна ситуація» виклала результати дослідження у статті в науково-теоретичному журналі «Українська мова».
У статті Тетяни Гребенюк «Роман Доця Тамари Горіха Зерня: стратегії творення ефекту співпричетності», опублікованій у 2020 році в науковому журналі «Studia Ukrainica Posnaniensia», розглядається природа переконливості авторської оповіді в романі й детально аналізуються стратегії занурення читача в переживання персонажів твору.